# Habenaria rumphii
Habenaria rumphii là một loài thực vật có hoa trong họ Lan. Loài này được (Brongn.) Lindl. mô tả khoa học đầu tiên năm 1835.